# Alexis Argüello
Andrés Alexis Argüello Bohórquez (* 19. April 1952 in Managua; † 1. Juli 2009 ebenda) war ein nicaraguanischer Profiboxer. Er wurde im November 1974 Weltmeister der WBA im Federgewicht und konnte den Titel viermal verteidigen, ehe er 1977 in das Superfedergewicht aufstieg und dort im Januar 1978 den WBC-Weltmeistertitel erkämpfte und achtmal verteidigte. 1980 stieg er in das Leichtgewicht auf und wurde dort im Juni 1981 auch hier Weltmeister der WBC und gewann vier Titelverteidigungen.
1992 wurde Argüello in die International Boxing Hall of Fame aufgenommen. Das Ring Magazine wählte ihn 1994 zum besten Boxer im Superfedergewicht aller Zeiten. In der ewigen Weltrangliste von BoxRec belegt er im Jahr 2021 immer noch Platz 1 im Superfedergewicht.

## Boxkarriere
Alexis Argüello wurde unter anderem von Arturo Hernández, Lupe Sanchez, Eddie Futch und Don Kahn trainiert, seine Manager waren Eduardo Roman und Bill Miller. Er bestritt seinen ersten Profikampf am 26. Oktober 1968 im Alter von 16 Jahren und seinen letzten am 21. Januar 1995 im Alter von 42 Jahren. Er gewann 77 seiner 85 Kämpfe, davon 62 vorzeitig und erreichte damit eine überdurchschnittlich hohe KO-Quote von 72,94 %.
Am 16. Februar 1974 boxte er erstmals um einen WM-Titel, den WBA-Gürtel im Federgewicht, verlor jedoch über 15 Runden nach Punkten gegen Ernesto Marcel. Marcel sicherte sich den Kampf durch seine überlegene Schnelligkeit und Technik, während Argüello seine größere Reichweite und Schlagkraft auszunutzen versuchte. Marcel beendete nach diesem Kampf seine Karriere.
Am 23. November 1974 besiegte er den Mexikaner Rubén Olivares (Kampfbilanz: 78-4, 70 KO) durch KO in der dreizehnten Runde und wurde dadurch WBA-Weltmeister im Federgewicht. Olivares war bereits zweifacher WBA- und WBC-Weltmeister im Bantamgewicht, der sich den WBA-Federgewichtstitel nach dem Rücktritt von Marcel erkämpft hatte und gegen Argüello seine erste Titelverteidigung bestritt. Olivares hatte bis zur zwölften Runde auf den Zetteln der Punktrichter geführt und Argüello augenscheinlich an den Rand eines Niederschlages gebracht, sich dabei jedoch auch konditionell verausgabt. In der dreizehnten Runde konnte Argüello seinen Gegner jedoch zweimal niederschlagen, wobei Olivares nach dem zweiten Niederschlag ausgezählt wurde. Olivares erkämpfte sich 1975 noch den WBC-Titel im Federgewicht und wurde 1991 ebenfalls in die International Boxing Hall of Fame aufgenommen.
Im März 1975 verteidigte er den Titel durch TKO in der achten Runde gegen den Venezolaner Leonel Hernandez, der sich im Laufe seiner Karriere noch vier weitere WM-Titelchancen erkämpfte. Im Mai 1975 schlug er auch Rigoberto Riasco aus Panama durch TKO in der zweiten Runde. Riasco wurde im April 1976 noch WBC-Weltmeister im Superbantamgewicht. Den Japaner Royal Kobayashi, der im Oktober 1976 Riasco als WBC-Titelträger entthronte, besiegte er im Oktober 1975 durch KO in der fünften Runde. Seine vierte und letzte Titelverteidigung gewann er im Juni 1976 durch KO in der dritten Runde gegen den Mexikaner Salvador Torres. Im Anschluss stieg er in das Superfedergewicht auf.
Am 28. Januar 1978 besiegte er den WBC-Weltmeister Alfredo Escalera (40-7) aus Puerto Rico durch TKO in der dreizehnten Runde, nachdem der Ringrichter Arthur Mercante sen. den Kampf aufgrund zahlreicher Verletzungen bei Escalera abgebrochen hatte. Argüello führte auf allen drei Punktzetteln und hatte seinen Gegner in der zweiten Runde auch am Boden. Der Kampf wurde als Bloody Battle of Bayamón bekannt. Escalera hatte den Titel im Juli 1975 erkämpft und bestritt gegen Argüello seine bereits elfte Titelverteidigung.
Bis Ende des Jahres 1978 verteidigte er den Titel durch TKO in der fünften Runde gegen Rey Tam von den Philippinen, durch KO in der ersten Runde gegen Diego Alcalá aus Panama und durch einstimmige Wertung gegen den US-Amerikaner Arturo Leon. Im Februar 1979 gewann er auch einen Rückkampf gegen Alfredo Escalera durch TKO in der dreizehnten Runde, nachdem er seinen Gegner zuvor dreimal am Boden hatte.
Im Juli 1979 besiegte er den mexikanischen Nummer-1-Herausforderer Rafael Limón (43-8) durch TKO in der elften Runde, nachdem Ringrichter Tony Perez den Kampf aufgrund der Verletzungen bei Limón abgebrochen hatte. Limón erkämpfte sich den Titel, nachdem Argüello ins Leichtgewicht aufgestiegen war, im Dezember 1980 und erneut im Mai 1982.
Im November 1979 verteidigte er den Titel durch TKO in der siebenten Runde gegen den US-Amerikaner Bobby Chacon (42-4). Chacon war von September 1974 bis Juni 1975 WBC-Titelträger im Federgewicht und konnte im Dezember 1982 auch den WBC-Titel im Superfedergewicht erkämpfen. 2005 wurde er in die International Boxing Hall of Fame aufgenommen.
Eine weitere Titelverteidigung gewann er im Januar 1980 gegen den US-Amerikaner Ruben Castillo (44-0, 21 KO). Argüello lag bis zum Beginn der zehnten Runde nach Punkten im Rückstand, übernahm dann aber die Initiative und besiegte seinen Gegner durch TKO in der elften Runde.
Seine achte und letzte Titelverteidigung gewann er im April 1980 durch TKO in der vierten Runde gegen Rolando Navarrete von den Philippinen. Anschließend stieg Argüello ins Leichtgewicht auf. Navarrete konnte sich daraufhin den WBC-Titel im Superfedergewicht im August 1981 erkämpfen.
In der neuen Gewichtsklasse besiegte er unter anderem Cornelius Boza Edwards (27-1) und José Luis Ramírez (67-2), ehe er am 20. Juni 1981 einstimmig den Briten Jim Watt (38-7) beim Kampf um den WBC-Weltmeistertitel besiegte, den Watt seit April 1979 gehalten hatte.
Im Oktober 1981 schlug er Ray Mancini (20-0, 15 KO) durch TKO in der vierzehnten Runde. Der Kampf hatte nach der zehnten Runde noch unentschieden gestanden, ehe Argüello Niederschläge in den Runden 12 und 14 erzielte, worauf Ringrichter Tony Perez den Kampf abbrach. Mancini gewann im Mai 1982 den WBA-Titel dieser Gewichtsklasse und konnte ihn viermal verteidigen.
Im November 1981 schlug er den Mexikaner Roberto Elizondo durch KO in der siebenten Runde und im Februar 1982 den US-Amerikaner James Busceme durch TKO in Runde 6. In seiner vierten und letzten Titelverteidigung siegte er im Mai 1982 durch KO in der fünften Runde gegen den US-Amerikaner Andy Ganigan. Anschließend stieg Argüello in das Halbweltergewicht auf.
In seinem ersten Kampf in der neuen Gewichtsklasse schlug er im Juli 1982 Kevin Rooney durch KO in der zweiten Runde. Am 12. November 1982 boxte er gegen Aaron Pryor (31-0) um den WBA-Weltmeistertitel und wäre mit einem Sieg zum ersten Boxweltmeister in vier Gewichtsklassen geworden. In dem 1990 vom Ring Magazine zum Boxkampf des Jahrzehnts gewählten Duell verlor Argüello kontrovers durch TKO in der vierzehnten Runde, nachdem er bis dahin nach Punkten geführt hatte. In der Rundenpause zwischen der 13. und 14. Runde, hatte eine HBO-Kamera zufällig gefilmt, wie Panama Lewis eine spezielle Wasserflasche („Give me the other bottle, the one I mixed“) von seinem Co-Trainer Artie Curley verlangte und diese seinem Schützling Aaron Pryor zu trinken gab. Danach schien Pryor deutlich fitter, attackierte in der 14. Runde seinen Gegner mit ganzen Schlagserien und gewann in weniger als zwei Minuten durch Knockout. Der Dopingvorwurf wurde durch die Tatsache gestärkt, dass die Boxkommission von Miami keine Urinproben nach dem Kampf angeordnet hatte. Der Kampfausgang behielt somit seine Gültigkeit und gilt bis heute als einer der skandalträchtigsten Boxkämpfe aller Zeiten („Black Bottle Fight“).
Am 9. September 1983 verlor Argüello auch den Rückkampf gegen Pryor durch KO in der zehnten Runde und war im Kampfverlauf insgesamt dreimal am Boden. Nachdem er im Februar 1986 noch Billy Costello besiegt hatte, beendete er seine Karriere.
Im August 1994 gab er ein Comeback, verlor jedoch am 21. Januar 1995 nach Punkten gegen Scott Walker. Dies blieb sein letzter Boxkampf.
Alexis Argüello besiegte im Laufe seiner Karriere 13 ehemalige, aktuelle oder zukünftige Weltmeister (José Legrá, Rubén Olivares, Rigoberto Riasco, Alfredo Escalera (2×), Rafael Limón, Bobby Chacon, Rolando Navarrete, Cornelius Boza Edwards, José Luis Ramírez, Jim Watt, Ray Mancini, Claude Noel, Billy Costello).

## Politik
Nach Ende seiner sportlichen Karriere wurde Argüello politisch aktiv. Nachdem er seit 2004 bereits Vizebürgermeister gewesen war, wurde er im November 2008 zum Bürgermeister von Managua gewählt. Argüello gehörte der FSLN an.

## Tod
Am 1. Juli 2009 wurde Argüello tot in seinem Haus aufgefunden. Nach den ersten Untersuchungen durch die Ermittlungsbehörden wird von einer selbst zugefügten Schussverletzung als Todesursache ausgegangen.